# Willy Brandt

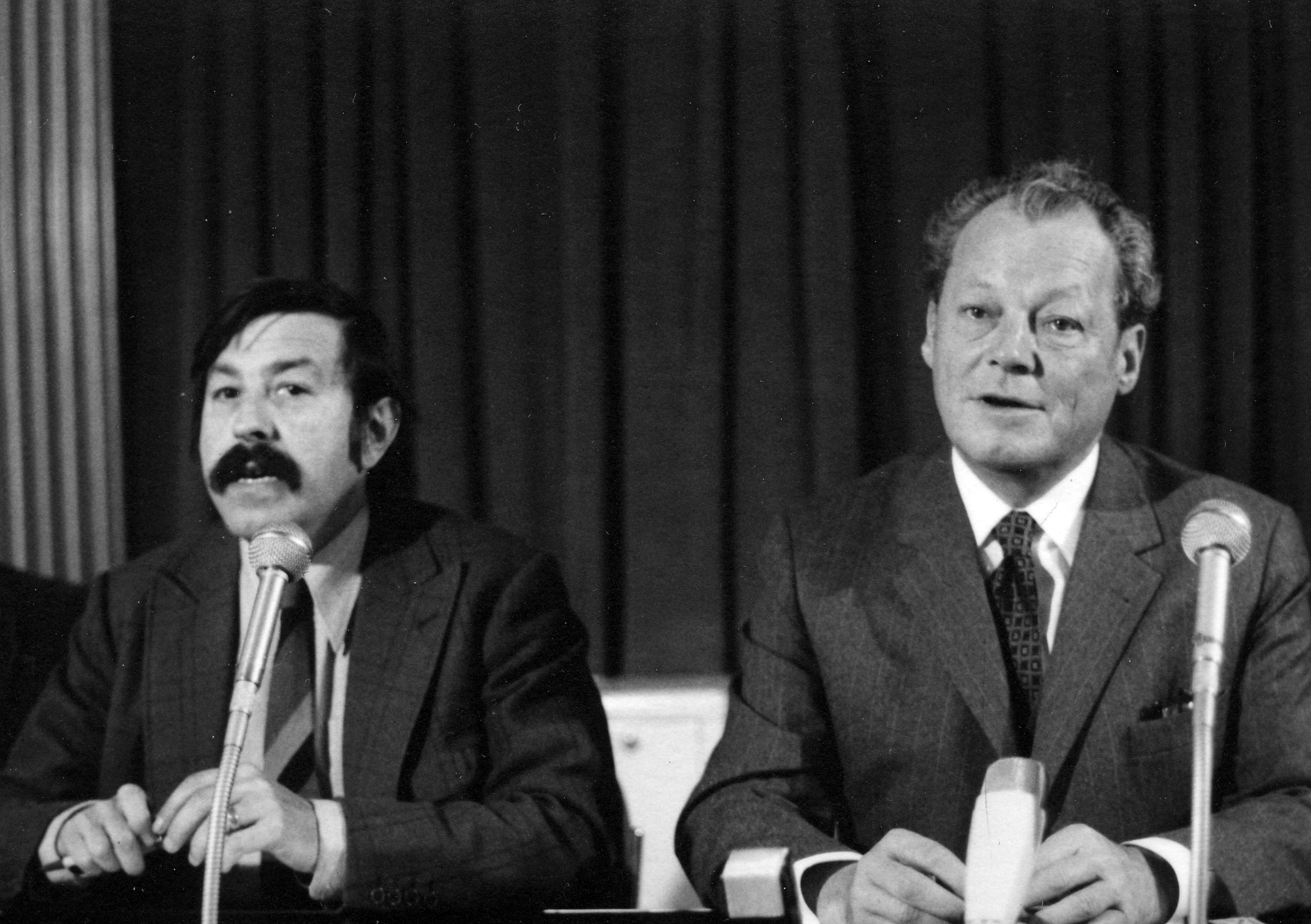
Günter Grass i Willy Brandt, 1972

Willy Brandt, właśc. Karl Herbert Frahm (ur. 18 grudnia 1913 w Lubece, zm. 8 października 1992 w Unkel) – niemiecki polityk, deputowany do Bundestagu i Parlamentu Europejskiego, przewodniczący berlińskiej Izby Deputowanych (1955–1957), burmistrz Berlina Zachodniego (1957–1966), federalny minister spraw zagranicznych i wicekanclerz (1966–1969), a następnie kanclerz RFN w latach 1969–1974.
Działacz socjaldemokratyczny, członek SPD i jej przewodniczący w latach 1964–1987. Od 1977 do 1992 stał na czele Międzynarodówki Socjalistycznej.
Laureat pokojowej Nagrody Nobla w 1971, Człowiek Roku 1970 według magazynu „Time”.

## Młodość i czasy II wojny światowej
Pochodził z robotniczej rodziny. W 1932 roku ukończył gimnazjum Johanneum w Lubece. Wcześnie zainteresował się działalnością polityczną. W 1930 roku wstąpił do SPD, a od 1931 roku współpracował z rozłamową Socjalistyczną Partią Robotniczą (SAPD). W tym czasie udzielał się także jako dziennikarz. Po przejęciu władzy przez Adolfa Hitlera w Niemczech w 1933 roku wyemigrował do Norwegii, by założyć tam filię SAPD i prowadzić walkę przeciwko nazistom. W połowie lat 30. w Norwegii był jednym z ochotników w badaniach prowadzonych przez Wilhelma Reicha, które polegały na badaniu obrazu oscyloskopowego u ochotników, którzy podłączeni do oscylografu słuchali opowiadań erotycznych, oglądali nagie kobiety, masturbowali się, dotykali się w parach lub grupowo i całowali się. Był w tym czasie żonaty z Gertrude Gaasland, asystentką Reicha. Nawiązał kontakty z norweskim ruchem robotniczym. W 1936 roku pod nazwiskiem Gunnar Gaasland odwiedził Niemcy podając się za norweskiego studenta. Używał on już wtedy nazwiska Brandt i wystąpił o obywatelstwo Norwegii. Przyjechał nielegalnie do Warszawy na kongres Cukunftu w 1937 roku. W latach 1937–1939 był korespondentem prasowym w republikańskiej Hiszpanii jako dziennikarz dla kilku lewicowych gazet w czasie hiszpańskiej wojny domowej. W 1938 roku władze III Rzeszy pozbawiły Frahma obywatelstwa. Po zajęciu Norwegii przez Niemców Brandt uciekł w 1940 do Szwecji, gdzie kontynuował działalność polityczną. Ambasada rządu norweskiego na emigracji w Szwecji przyznała mu norweskie obywatelstwo w 1940 roku. Na wygnaniu czynił wysiłki mające na celu zbliżenie pomiędzy emigracyjnymi partiami SPD i SAP. W czasie emigracji w Szwecji Willy Brandt wypowiadał się w sprawie stosunku Niemiec do Polski i kształtu jej granic. Uznawał prawo Polaków do odbudowy własnego państwa, do bezpieczeństwa narodowego i niektórych zmian terytorialnych.

## Kariera w RFN
Po II wojnie światowej Willy Brandt wrócił do Niemiec jako korespondent prasy skandynawskiej, głównie norweskiej. Relacjonował m.in. przebieg procesu zbrodniarzy nazistowskich w Norymberdze. Pełnił także funkcję attaché prasowego norweskiej misji wojskowej przy Sojuszniczej Radzie Kontroli Niemiec. Po powrocie na stałe do Niemiec związał swe życie z Berlinem. Rozpoczął pracę w SPD, jako pełnomocnik zarządu partii i jej przedstawiciel we władzach alianckich. Był to początek jego wielkiej kariery politycznej. Był wieloletnim deputowanym w Bundestagu z Berlina Zachodniego. W latach 1957–1966 sprawował funkcję burmistrza Berlina, wykazał się zdolnościami politycznymi zwłaszcza w czasie tzw. II kryzysu berlińskiego w 1958 roku. Brandt zdecydowanie odrzucił ultimatum Chruszczowa, domagającego się zniesienia praw okupacyjnych w Berlinie Zachodnim i przekształcenia go w wolne miasto. Wyrazem poparcia dla nieustępliwej polityki Brandta w Berlinie była wizyta prezydenta USA, Johna F. Kennedy’ego w Berlinie 26 czerwca 1963 roku. W jej trakcie z ust amerykańskiego prezydenta padły słynne słowa: „Ich bin ein Berliner” („Jestem berlińczykiem”).

## Kariera w SPD
W 1964 roku Brandt zastąpił Ericha Ollenhauera na stanowisku przewodniczącego SPD, pełnił tę funkcję do roku 1987. W wyborach parlamentarnych z 1961 i 1965 roku był kandydatem SPD na kanclerza. W okresie rządów wielkiej koalicji CDU/CSU i SPD w latach 1966–1969 Brandt pełnił urząd wicekanclerza i ministra spraw zagranicznych. Po wygraniu wyborów do Bundestagu przez koalicję SPD i FDP we wrześniu 1969 roku Willy Brandt został wybrany na kanclerza (21 października 1969).

## Kanclerz RFN
Za swoich rządów podpisał układ o normalizacji wzajemnych stosunków z ZSRR, a 7 grudnia 1970 – układ z Polską. Podczas wizyty w grudniu 1970 w Warszawie uklęknął pod Pomnikiem Bohaterów Getta. Zmienił również politykę wobec Wschodnich Niemiec, w grudniu 1972 roku podpisał z NRD układ (tzw. Grundlagenvertrag). W 1973 roku RFN oraz NRD zostały przyjęte do ONZ.
Brandt odnosił sukcesy na polu międzynarodowym, nie powiodło się mu jednak w polityce wewnętrznej. Nie zdołał uporządkować problemów gospodarczych i finansowych Niemiec. Dodatkowo wykrycie szpiega NRD wśród pracowników urzędu kanclerskiego na tyle osłabiło pozycję kanclerza, że ten podał się do dymisji 7 maja 1974 roku (szpiegiem tym był Günter Guillaume – sekretarz Brandta). W następnych latach Willy Brandt pełnił nadal funkcję przewodniczącego SPD. Po ustąpieniu w 1987 roku został honorowym przewodniczącym tej partii.
W latach 1979–1983 był posłem do Parlamentu Europejskiego.

## Życie prywatne
Podczas pobytu w Norwegii zawarł w 1941 roku związek małżeński z Anną Thorkildsen (1904-1980). Para miała jedną córkę Ninję (ur. 1940). Po rozwodzie w 1948 roku, jego drugą żoną została Ruth Hansen (1920-2006). Mieli trzech synów, w tym późniejszego aktora Matthiasa (ur. 1961). Para rozwiodła się w 1980 roku. Trzy lata później zawarł trzeci związek małżeński z dziennikarką Brigitte Seebacher (ur. 1946).

## Inne

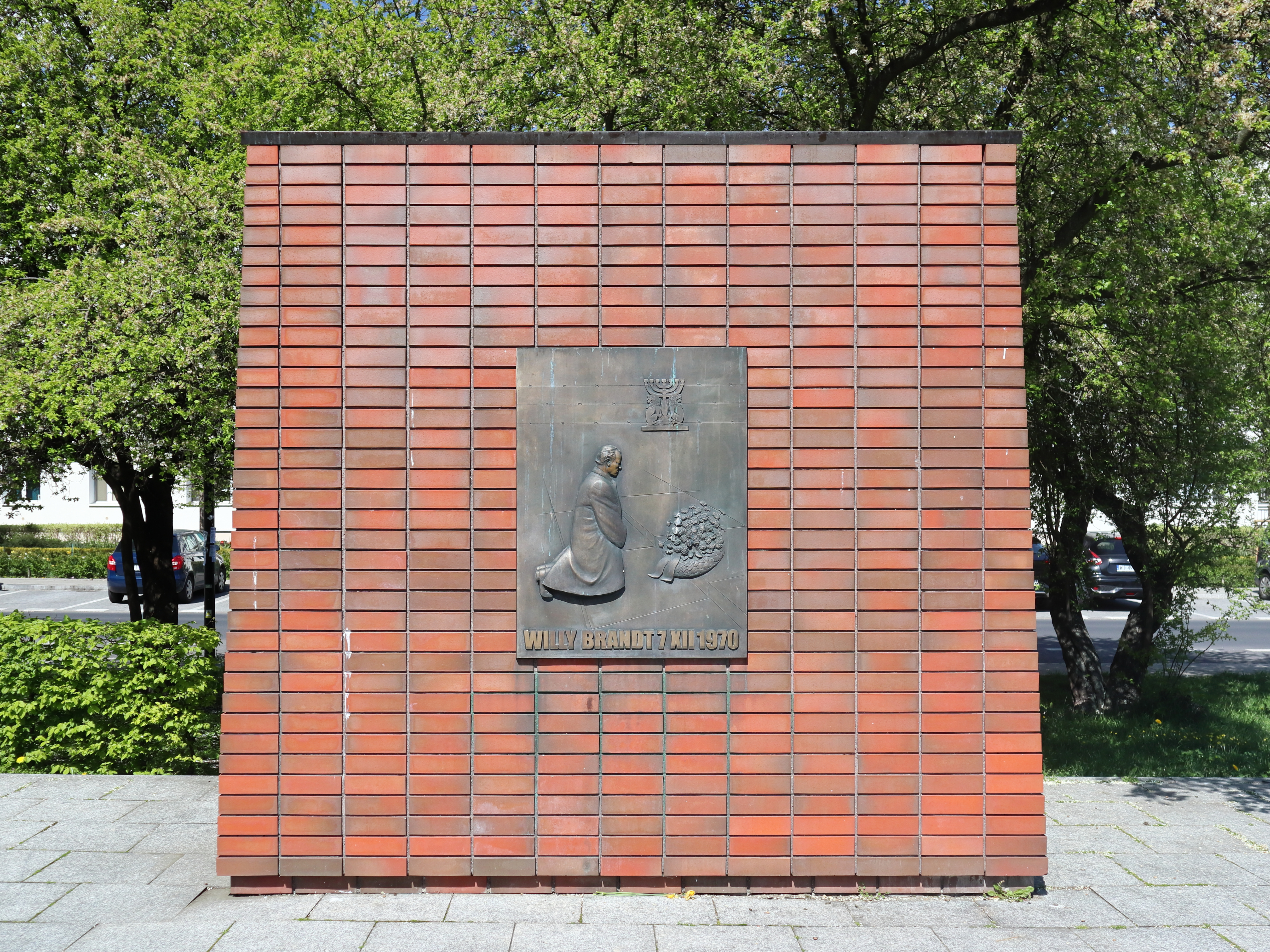
Pomnik Willy’ego Brandta w Warszawie

- Imię Willy’ego Brandta nosi skwer w Warszawie u zbiegu ulic Karmelickiej i Lewartowskiego, na którym w 2000 odsłonięto jego pomnik oraz nowe berlińskie lotnisko Berlin Brandenburg.

- Wątek szpiega w otoczeniu Brandta stał się tematem jednej z najgłośniejszych angielskich sztuk teatralnych – Democracy Michaela Frayna(inne języki). Po raz pierwszy wystawiono ją 9 września 2003 roku w Royal National Theatre w Londynie; w roli Brandta wystąpił Roger Allam. 18 listopada tegoż roku ten sam reżyser, Michael Blakemore(inne języki) wystawił ją także na Broadwayu, z Jamesem Naughtonem w roli Brandta.